# دیوید فدرلی
دیوید فدرلی (انگلیسی: David Fedderly؛ زادهٔ ۱ ژانویهٔ ۱۹۵۴) معلم و نوازندهٔ توبا اهل ایالات متحده آمریکا است. او از ۱۹۸۳ به عنوان نوازنده این ساز با ارکستر سمفونیک شیکاگو، ارکستر فیلادلفیا، ارکستر سمفونیک بوستون همکاری داشته‌است.